# Koroška
Koroška (tyska: [Slowenisches] Kärnten) är både en historisk och en aktuell region i norra Slovenien. 
Namnet härrör från det faktum att området utgjorde en del av hertigdömet Kärnten, som en gång i tiden tillhörde det habsburgska riket som löstes upp efter första världskrigets slut 1918. År 1919 inrättades ett nytt rike av de sydslaviska delarna av det f.d. habsburgska riket. Detta rike kom i början att kallas Serbers, kroaters och sloveners kungarike, senare Jugoslavien, vilka ockuperade södra Kärnten. Efter freden i Saint-Germain beslutades att en folkomröstning om områdets tillhörighet skulle hållas. Folkomröstningen ägde rum den 10 oktober 1920 och resulterade i att Kärnten/Koroška kom att delas upp; den sydöstra delen kom att tillhöra Jugoslavien medan resten kom att tillhöra Österrike. Den jugoslaviska delen kom att ingå i den då jugoslaviska delstaten Slovenien. Detta gällde till 1991 då Slovenien blev en självständig stat i samband med att Jugoslavien började lösas upp.
Den historiska regionen består av två delar: 
- I Drava- och Meza-dalarna kring Dravograd och Mezica med städerna Ravne na Koroškem, Črna na Koroškem och Prevalje
- Jezersko ovanför Kranj

Dagens region har andra gränser, eftersom det även omfattar kommunerna Slovenj Gradec, Radlje ob Dravi, Mislinja, Vuzenica, Podvelka och Ribnica na Pohorju.
Koroška är också det slovenska namnet på det österrikiska förbundslandet Kärnten.